# オールスタープロ野球12球団対抗歌合戦
『オールスタープロ野球12球団対抗歌合戦』（オールスタープロやきゅう12きゅうだんたいこううたがっせん）は、1987年から1995年まで毎年1月、フジテレビ系列『火曜ワイドスペシャル』枠で放送された、プロ野球オフシーズン恒例の特別番組かつ『オールスター家族対抗歌合戦』の野球選手出場版。番組名表記は「オールスタープロ野球対抗歌合戦」または「12球団対抗歌合戦」ともされる。
なお、終了から5年後の2000年に『火・曜・特・番!!』枠で『今夜開幕!プロ野球12球団激突!歌って踊る日本シリーズ』と題して1度だけ復活した。

## 概要
プロ野球セ・パ両リーグ12球団の選手が1チーム3人で出場、自慢のノドを競い合う番組。シーズン中には見ることのできない各選手の素顔や、コスプレなどもあり、野球ファンならずとも楽しめる番組だった。
第1回（1987年）から第8回（1994年）までは港区高輪の新高輪プリンスホテル「飛天」（プロ野球ドラフト会議やFNS歌謡祭などでも使用）から収録。ただし、オールスタープロ野球12球団対抗歌合戦の最終回（第9回、1995年）は新宿区河田町にあった旧フジテレビ第6スタジオ、リメイク版の今夜開幕!プロ野球12球団激突!歌って踊る日本シリーズ（2000年）は港区台場のフジテレビV4スタジオで収録された。

## 司会
- 井上順（第1回 - 第3回）
- 長野智子（当時フジテレビアナウンサー、第1回・第2回）
- 中井美穂（当時フジテレビアナウンサー、第3回 - 第9回）
- 吉村明宏（第4回・第5回）
- 加藤博一（第6回 - 第8回）
- 田代まさし（第9回）
- 小堺一機（リメイク版）
- 薬丸裕英（リメイク版）
- ココリコ（リメイク版）
- 木佐彩子（当時フジテレビアナウンサー、リメイク版）

## 審査員
- 鈴木邦彦 - 審査員長
- 大島渚
- 中野浩一
- 大島智子
- 萬田久子

ほか

## ゲスト
- 城之内早苗（1989年）
- 中山忍（1990年）
- 中村あずさ（1992年）
- 田村英里子（1992年）

## 趣旨・傾向
- トーナメントの対戦はセ・パ両リーグの年度最終順位で決定し、その年の開幕戦カードと同じ対戦となる。
- 各年度、往年のヒット曲や、その年度にヒットした曲を歌うことが多く、各チームの衣装、振り付けとも指向を凝らしている。
- 女装で登場するチームもよくある。第2回（1988年）のヤクルトスワローズチーム（ゴールデンハーフ「黄色いサクランボ」）、ロッテオリオンズチーム（キャンディーズ「年下の男の子」）など。ちなみにこの年のロッテチームは園川一美がヒゲ剃り跡がくっきり見えていたためそれを司会者に突っ込まれる一幕があった。
- 同じ曲を複数のチームが歌うケースもある。例えば第4回（1990年）では「夏の終りのハーモニー」（井上陽水&安全地帯）を阪神タイガースチーム、オリックス・ブレーブスチームが歌った。
- 1回戦では歌唱中に、各チームの練習の映像が随所に流されていた。
- 審査員（5名）は審査員長の鈴木邦彦を筆頭に5名で構成し、その中にプロ野球界を代表する現役選手が1名代表して審査員に加わる（落合博満、中畑清、古田敦也など）。
- 毎回、ゲストに女性アイドル2組が出演し、ハーフタイムに歌を披露するのも慣例だった。

## 年度別優勝チーム
（※太字はMVP）
| 放送年（回）              | 優勝チーム           | メンバー                               | 楽曲（歌手名） ／歌った選手                               | 準優勝チーム |
| ------------------------- | -------------------- | -------------------------------------- | --------------------------------------------------------- | ------------ |
| 1987年（第1回）           |                      |                                        |                                                           |              |
| 1988年（第2回）           |                      |                                        |                                                           |              |
| 1989年（第3回）           |                      |                                        |                                                           |              |
| 1990年（第4回）           | 広島東洋カープ       | 紀藤真琴・植田幸弘・西田真二           | もうひとつの土曜日 （浜田省吾）／植田                     | 近鉄         |
| 1991年（第5回）           | ヤクルトスワローズ   | 内藤尚行・古田敦也・川崎憲次郎         | Melody（TUBE）／古田                                      | 日本ハム     |
| 1992年（第6回）           | ヤクルトスワローズ   | 古田敦也・川崎憲次郎・秦真司           | JUST BECAUSE （JAYWALK）／全員                            | 日本ハム     |
| 1993年（第7回）           |                      |                                        |                                                           |              |
| 1994年（第8回）           | 中日ドラゴンズ       | 彦野利勝・山田喜久夫(キク)・鶴田泰     | 24時間の神話（VOICE）／ 彦野・鶴田（※彦野はギターも担当） | 日本ハム     |
| 1995年（第9回）           | 中日ドラゴンズ       | 彦野利勝・山田喜久夫（キク）・鳥越裕介 | 言えないよ（郷ひろみ）／彦野                              | ダイエー     |
| 2000年 (歌う日本シリーズ) | 日本ハムファイターズ | 岩本勉・金村曉・建山義紀               | あの鐘を鳴らすのはあなた （和田アキ子）／岩本             |              |

## 名場面
- 第2回（1988年）の中日ドラゴンズチーム3名はそれぞれマイケル・ジャクソン、スティービー・ワンダー、マドンナに扮装し、少年隊の『君だけに』を熱唱した。
- 第3回（1989年）ではヤクルトスワローズの内藤尚行が準決勝で田原俊彦になりきり『抱きしめてTONIGHT』を熱唱、お茶の間に笑いを吹き込んだ（準決勝で敗退）。内藤は第5回（1991年）の準決勝でも米米CLUBの『浪漫飛行』でジェームス小野田のコスプレで登場し話題に。決勝で日本ハムを破り優勝。審査員の中畑清も『酒よ』を披露した。
- 第4回（1990年）準決勝、日本ハムファイターズ・広瀬哲朗が着物姿で登場、北島三郎の『函館の女』を熱唱、話題を振りまく。ただし決勝進出は逃している。
- 第5回（1991年）で最も話題をさらったのがオリックス・ブルーウェーブチーム、演歌を得意とする佐藤和弘（現・パンチ佐藤）は1回戦は不得意な曲の為、ひとりスーツ姿で登場し、他の2名が歌う後ろのバックでマラカスを振っていた。これが受けたのか準決勝に進出し、その準決勝で佐藤は北島三郎になりきって熱唱するも、決勝進出ならず。福岡ダイエーホークスは解説者時代に審査員を務めた大田卓司コーチが『ガキの頃のように』を歌唱した。
- 第5回、広瀬哲朗率いる日本ハムファイターズチームが、1回戦→準決勝→決勝それぞれジュリーメドレーで勝負。特に1回戦『カサブランカ・ダンディ』では広瀬が口に煙草をくわえる演技を見せた。その後も準決勝の『サムライ』で勝ち進み、決勝戦に『恋のバッドチューニング』で挑むがヤクルトに敗れ優勝を逃している。
- 第7回（1993年）で近鉄バファローズチームの野茂英雄（現オリックス・バファローズテクニカル・アドバイザー）が牛の着ぐるみ（実は仮面ノリダーで石橋貴明が使用していた怪人の着ぐるみ）で登場し話題となる。なお、第8回（1994年）ではタヌキの着ぐるみも披露している。
- 第9回（1995年）でヤクルトスワローズチーム、高津臣吾がクリスタルキングの『大都会』をアフロヘアーのかつらをかぶり熱唱。以後プロ野球ニュースのキャンプ特集などで高津がアフロをかぶり『大都会』を取材カメラ前で歌う場面が多くなる。なお、高津の熱唱VTRはメンバーの一人だった石井一久が出演した『ウチくる!?』（2009年2月8日放送）に高津が登場した部分でも流された。
- 「歌って踊る日本シリーズ」（2000年）では日本ハムファイターズチームの岩本ツトムらが2回戦に全員山本リンダの衣装で登場、尻を振りながら『狙いうち』を熱唱。また、岩本は1回戦、決勝戦で和田アキ子に扮装して『古い日記』『あの鐘を鳴らすのはあなた』を熱唱。
- 「歌って踊る日本シリーズ」で千葉ロッテマリーンズチーム、黒木知宏らがモーニング娘。の『LOVEマシーン』の衣装で登場し熱唱。

## 火曜ワイドスペシャル版の終了とその後
毎年シーズンオフの恒例番組だった「オールスタープロ野球対抗歌合戦」も、放送がある1月期にはプロ野球選手が自主トレなどに専念するためもあり、収録日と放送日の日程調整や収録会場などの準備も難しくなってきていた。1993年（第7回）は1月19日放送予定が皇室特番に変更になったため1週ずれて1月26日に変更、1995年（第9回）は本来1月31日放送予定が阪神大震災の関係などで番組変更が多く1月24日の放送に変更された。1995年（第9回）を最後に火曜ワイドスペシャルから姿を消す。
また、昨今のプロ野球を取り巻く状況は厳しく、シーズンオフの恒例だった12球団選手大挙出演のテレビ番組の本数も年々減少しており、フジテレビ系列においても、全国ネットでは「プロ野球珍プレー・好プレー大賞」や「プロ野球オールスタースーパーバトル」（東海テレビ制作）などがあったが、殆どの番組が終了している。

## 今夜開幕!プロ野球12球団激突!歌って踊る日本シリーズ
- 放送時間：2000年1月18日（火曜日）19:00 - 20:54（フジテレビ系列28局ネット）
- 司会：小堺一機、薬丸裕英、ココリコ、木佐彩子ほか

5年ぶり、一夜限りの復活
「オールスタープロ野球対抗歌合戦」第9回（最終回）から5年後の2000年1月18日、リメイク版として、「火・曜・特・番!!」で「今夜開幕!プロ野球12球団激突!歌って踊る日本シリーズ」のタイトルで一夜限りの復活を果たす。事実上の第10回となる。
ちなみにリメイク版に出場した当時の現役プロ野球選手では、日本ハムファイターズの岩本ツトム、千葉ロッテマリーンズの黒木知宏らが出演している。
なお、優勝チームについては年度別優勝チーム、ハイライトについては名場面を参照のこと。

## ネット局
| 放送対象地域  | 放送局             | 系列                                         | ネット形態             | 備考                           |
| ------------- | ------------------ | -------------------------------------------- | ---------------------- | ------------------------------ |
| 関東広域圏    | フジテレビ         | フジテレビ系列                               | 制作局                 |                                |
| 北海道        | 北海道文化放送     | フジテレビ系列                               | 同時ネット             |                                |
| 青森県        | 青森テレビ         | TBS系列                                      | 遅れネット             |                                |
| 岩手県        | テレビ岩手         | 日本テレビ系列                               | 遅れネット             | 第5回まで                      |
| 岩手県        | 岩手めんこいテレビ | フジテレビ系列                               | 同時ネット             | 第6回から                      |
| 宮城県        | 仙台放送           | フジテレビ系列                               | 同時ネット             |                                |
| 秋田県        | 秋田テレビ         | フジテレビ系列                               | 同時ネット             |                                |
| 山形県        | 山形テレビ         | テレビ朝日系列                               | 同時ネット             | 第7回まで                      |
| 山形県        | さくらんぼテレビ   | フジテレビ系列                               | 同時ネット             | 「歌って踊る日本シリーズ」のみ |
| 福島県        | 福島テレビ         | フジテレビ系列                               | 同時ネット             |                                |
| 新潟県        | 新潟総合テレビ     | フジテレビ系列                               | 同時ネット             |                                |
| 長野県        | 長野放送           | フジテレビ系列                               | 同時ネット             |                                |
| 山梨県        | テレビ山梨         | TBS系列                                      | 遅れネット             |                                |
| 静岡県        | テレビ静岡         | フジテレビ系列                               | 同時ネット             |                                |
| 富山県        | 富山テレビ         | フジテレビ系列                               | 同時ネット             |                                |
| 石川県        | 石川テレビ         | フジテレビ系列                               | 同時ネット             |                                |
| 福井県        | 福井テレビ         | フジテレビ系列                               | 同時ネット             |                                |
| 中京広域圏    | 東海テレビ         | フジテレビ系列                               | 同時ネット             |                                |
| 近畿広域圏    | 関西テレビ         | フジテレビ系列                               | 同時ネット             |                                |
| 島根県 鳥取県 | 山陰中央テレビ     | フジテレビ系列                               | 同時ネット             |                                |
| 岡山県 香川県 | 岡山放送           | フジテレビ系列                               | 同時ネット             |                                |
| 広島県        | テレビ新広島       | フジテレビ系列                               | 同時ネット             |                                |
| 山口県        | テレビ山口         | TBS系列                                      | 同時ネット →遅れネット |                                |
| 愛媛県        | テレビ愛媛         | フジテレビ系列                               | 同時ネット             |                                |
| 高知県        | テレビ高知         | TBS系列                                      | 遅れネット             |                                |
| 高知県        | 高知さんさんテレビ | フジテレビ系列                               | 同時ネット             | 「歌って踊る日本シリーズ」のみ |
| 福岡県        | テレビ西日本       | フジテレビ系列                               | 同時ネット             |                                |
| 佐賀県        | サガテレビ         | フジテレビ系列                               | 同時ネット             |                                |
| 長崎県        | テレビ長崎         | フジテレビ系列                               | 同時ネット             | [ 6 ]                          |
| 熊本県        | テレビ熊本         | フジテレビ系列                               | 同時ネット             | [ 7 ]                          |
| 大分県        | テレビ大分         | フジテレビ系列 日本テレビ系列                | 同時ネット             |                                |
| 宮崎県        | テレビ宮崎         | フジテレビ系列 日本テレビ系列 テレビ朝日系列 | 同時ネット             |                                |
| 鹿児島県      | 鹿児島テレビ       | フジテレビ系列                               | 同時ネット             | [ 9 ]                          |
| 沖縄県        | 沖縄テレビ         | フジテレビ系列                               | 同時ネット             |                                |

## スタッフ

### オールスタープロ野球12球団対抗歌合戦
- 構成：玉井貴代志
- ディレクター：鈴木正人（当時フジテレビ）
- プロデューサー：熊田共一（当時フジテレビ）
- 制作著作：フジテレビ

### 今夜開幕!プロ野球12球団激突!歌って踊る日本シリーズ
- 構成：玉井貴代志・小笠原英樹
- ナレーター：堀内賢雄
- 協力：(社)日本プロ野球選手会
- 音楽：タバタ音楽事務所
- 監修：川上慎一
- 演奏：12球団対抗歌合戦スペシャルバンド
- コーラス：WIN
- 振付：三浦亨
- TD：佐藤五十一
- SW：坂本淳一
- カメラ：長田崇
- VE：戸田英男
- 音声：清水幸男
- PA：松田勝治
- 照明：中原淳一
- マルチ：丸山明道
- 美術制作：北林福夫
- デザイン：越野幸栄
- 美術進行：吉見邦弘
- 大道具：松尾茂毅
- アートフレーム：江尻正
- アクリル装飾：三浦繁
- 電飾：大木謙二
- 視覚効果：高橋信一
- 持道具：山田裕紀
- 衣裳：石井久美子
- メイク：小島百合子
- かつら：落合政弘
- 編集：二宮嘉郎
- ペイント：菊地大介
- MA：吉田肇
- 音響効果：小沢利之
- タイムキーパー：山中京子
- 技術協力：FLT、MCJ、IMAGICA
- ディレクター：栗原真、大河孝章
- 演出：笠井昌章（FCC）
- プロデューサー：加茂裕治（フジテレビ）、鈴木正人（FCC）
- ゼネラルプロデューサー：王東順（フジテレビ）
- 制作協力：FCC
- 制作：フジテレビ第二制作部
- 制作著作：フジテレビ

## この他のプロ野球・スポーツ選手出演バラエティ特別番組
- 激突!プロ野球12球団対抗日本シリーズ
- プロ野球珍プレー・好プレー大賞
- プロ野球珍プレー・好プレー芸能大賞
- 大相撲VSプロ野球対抗歌合戦
- 大相撲部屋別対抗歌合戦
  - 以上はフジテレビ系にて放送。
- プロ野球オールスター歌の球宴（日本テレビ系）
- 輝け!セ・リーグ6つの星～歌のペナントレース～（TBSテレビ系）
- プロ野球夢のオールスタークイズ日本一（テレビ東京系）